# Metriocampa hatchi
Metriocampa hatchi är en urinsektsart som beskrevs av Filippo Silvestri 1933. Metriocampa hatchi ingår i släktet Metriocampa och familjen Campodeidae. Inga underarter finns listade i Catalogue of Life.